# Kathy D'Onofrio-Wood
Pour les articles homonymes, voir D'Onofrio et Wood.
Kathy D'Onofrio-Wood est une athlète américaine née le 20 juillet 1964. Spécialiste de l'ultra-trail, elle a notamment remporté l'American River 50 Mile Endurance Run en 1984 et 1990, la Western States 100-Mile Endurance Run en 1986 et 1988 ainsi que la Leadville Trail 100 en 1989.

## Résultats
| no  | féminin           | Course              | Longueur | Départ         | Temps            |
| --- | ----------------- | ------------------- | -------- | -------------- | ---------------- |
| 44e | Médaille d'or     | American River 50   | 50 mi    | 7 avril 1984   | 7 h 36 min 06 s  |
| 33e | Médaille d'argent | Western States 100  | 100 mi   | 6 juillet 1985 | 21 h 43 min 49 s |
| 16e | Médaille d'or     | Western States 100  | 100 mi   | 28 juin 1986   | 20 h 58 min 16 s |
| 30e | Médaille d'argent | Leadville Trail 100 | 100 mi   | 22 août 1987   | 25 h 07 min 25 s |
| 12e | Médaille d'or     | Western States 100  | 100 mi   | 25 juin 1988   | 18 h 52 min 40 s |
| 20e | Médaille d'argent | Western States 100  | 100 mi   | 24 juin 1989   | 20 h 17 min 52 s |
| 5e  | Médaille d'or     | Leadville Trail 100 | 100 mi   | 19 août 1989   | 20 h 50 min 41 s |
| 14e | Médaille d'or     | American River 50   | 50 mi    | 7 avril 1990   | 6 h 43 min 49 s  |
| 21e | Médaille d'argent | American River 50   | 50 mi    | 3 avril 1993   | 7 h 00 min 54 s  |
| 13e | Médaille d'argent | Western States 100  | 100 mi   | 26 juin 1993   | 21 h 02 min 41 s |
| 14e | Médaille d'argent | Leadville Trail 100 | 100 mi   | 22 août 1998   | 21 h 41 min 48 s |